# Paulo Bellinati
Paulo Bellinati (* 22. September 1950 in São Paulo) ist ein brasilianischer Gitarrist und Komponist.

## Leben
Bellinati hatte als Kind Gitarrenunterricht bei seinem Vater und studierte ab dem 17. Lebensjahr am Conservatório Dramático e Musical de São Paulo bei Isaías Sávio. Mit einem Stipendium ging er 1975 in die Schweiz, wo er am Konservatorium von Genf studierte und dann am Konservatorium von Lausanne unterrichtete. Mit einer eigenen Band trat er bei europäischen Jazzfestivals wie dem Montreux Jazz Festival, dem Ozone Jazz in Neuchâtel und dem Festival du Bois de La Batîe in Genf auf.
In den 1980er Jahren arbeitete er in Europa, Asien und Amerika mit Musikern wie Steve Swallow, der brasilianischen Sängerin Mônica Salmaso, dem brasilianischen Flötisten Antonio Carrasqueira, mit Renaud Garcia-Fons, Jean-Louis Matinier, Lucilla Galeazzi, Antonio Placer, Carla Bley, Gal Costa, Leila Pinheiro, João Bosco, César Camargo Mariano, Edu Lobo, Chico Buarque und der Gruppe Pau Brasil, mit der er fünf Alben aufnahm. 1994 erhielt er den Prêmio Sharp als Arrangeur von Gal Costas Album O Sorriso do Gato de Alice. Als Arrangeur arbeitete er auch für Edu Lobo, Leila Pinheiro und Vânia Bastos.
Bellinati komponierte Werke für Gitarre solo, für Gitarrenduo, -trio und -quartett sowie für Gitarre und Gesang, die er teils selbst auf seinen Alben einspielte, und die von Musikern wie John Williams, dem Los Angeles Guitar Quartet, Costas Cotsiolis, dem Gitarrenquartett Quaternaglia, Badi Assad, Cristina Azuma, Shin’ichi Fukuda und Carlos Barbosa-Lima aufgenommen wurden. 1988 erhielt er beim achten Carrefour Mondial de la Guitare in Martinique den ersten Preis für Komposition mit dem Solostück Jongo.
Besondere Verdienste erwarb sich Bellinati um das Werk des Komponisten und Gitarristen Garoto (Aníbal Augusto Sardinha), das er transkribierte und in dem Doppelalbum The Guitar Works of Garoto einspielte.

## Kompositionen
- Escaldado für Melodieinstrument und Gitarre, 1976
- Baião de Gude für Sopransaxophon und Instrumentalensemble, 1977
- Jongo, 1978
- Modinha für Kontrabass und Gitarre, Pavel Pešta gewidmet, 1978
- Suite contatos, 1981
- Suite Contatos, 1985
- A Furiosa, Maxixe für vier Gitarren, 1989
- Cabra-Cega für Viola Caipira, 1989
- Lenço-Atrás für Viola Caipira, 1989
- Lun-duo, Lundu für zwei Gitarren, 1989
- Pulo do Gato, Konzertstück für Sologitarre, 1989
- Um Amor de Valsa, 1989
- Valsa Brilhante, Konzertstück für Gitarre solo, 1989
- Queimada für Viola Caipira, 1990
- Choro Sapeca für Gitarre solo, 1992
- Mão-na-Mula für Viola Caipira, 1992
- Aristocrática, Schottisch, 1993
- Choro Sereno für Gitarre solo, Francisco Gusso gewidmet, 1993
- Fole Nordestino, Baião, Luiz Gonzaga gewidmet, 1993
- Esconde-Esconde für Viola Caipira, 1994
- Alvoroço, Maxixe für Gitarre solo, 1995
- Cordão de Ouro, Lundu, Baden Powell de Aquino gewidmet, 1995
- Dama-da-Noite, Modinha, 1996
- Embaixador, Maracatu, Antônio Madureira gewidmet, 1996
- Emboscada, Xaxado, Lelo Nazário gewidmet, 1996
- Primorosa, Valsa Braileira, Garoto gewidmet, 1996
- Rosto Colado, Bolero, Guinga gewidmet, 1996
- Sai do Chão, Frevo, Edgard Poças gewidmet, 1996
- Seresteiro Paulistano, Serestra, Nelson Ayres gewidmet, 1996
- Tom e Prelúdio, Antônio Carlos Brasileiro de Almeida Jobim gewidmet, 1996
- Estudos Litorâneos, 1997
- Dezenove für Gitarre solo, 2000
- Maracatu da Pipa für drei Gitarren, 2004

## Diskographie
- Pau Brasil, 1983
- Pau Brasil: Pindorama, 1986
- Pau Brasil: Cenas Brasileiras, 1987
- Pau Brasil: Dança da Meia-Lua, 1988
- 30 Anos da Nossa Bossa mit Marinho Boffa, Idriss Boudrioua, Paulo Braga, 1989
- Pau Brasil: Lá vem a tribo, 1990
- Pau Brasil: Metropolis Tropical, 1991
- Guitares du Brésil, 1991
- The Guitar Works of Garoto, 1991
- Serenata, 1993
- Afro-Sambas, Kompositionen von Baden Powell und Vinícius de Moraes, mit Mônica Salmaso, 1997
- Lira Brasileira, 1997
- New Choros of Brazil, mit Harvey Wainapel, 2004
- A Felicidade, 2008
- Pingue Pongue, mit Cristina Azuma, 2011
- Xodos, mit Marco Pereira, 2018